# شهرداری ناکلو
شهرداری ناکلو (به لاتین: Municipality of Naklo) یک منطقهٔ مسکونی در اسلوونی است که در اسلوونی واقع شده‌است. شهرداری ناکلو ۲۸٫۳ کیلومتر مربع مساحت و ۵٬۲۱۱ نفر جمعیت دارد.